# Hélène Rivier
Hélène Rivier (Porrentruy, 25 mei 1902 - Genève, 11 februari 1986) was een Zwitserse bibliothecaresse.

## Biografie
Hélène Rivier was een dochter van Emile Théodore Rivier en van Annie Rose. Ze was een achternicht van Alphonse Rivier en van Louis Rivier. In 1928 behaalde ze een diploma aan de bibliothecarissenschool van Genève. In 1931 richtte ze in Genève een bibliotheek op die de eerste openbare bibliotheek van Zwitserland was die voorzag in het gratis uitlenen van werken die toegankelijk waren voor het publiek. Van 1941 tot 1966 was ze directrice van de Bibliothèque municipale van Genève. Ze was een pionierster in het Zwitserse bibliotheekwezen en bouwde een netwerk van buurtbibliotheken op, richtte in 1949 een bibliotheek op in het kantonnale ziekenhuis en in 1951 in een gevangenis en werkte in 1962 de eerste bibliobus uit in Zwitserland.